# 岡村行信
岡村 行信（おかむら ゆきのぶ、1955年3月27日 - ）は、日本の地質学者・地震学者。産業技術総合研究所活断層・火山研究部門首席研究員。
2009年6月、総合資源エネルギー調査会原子力安全・保安部会で、869年の貞観地震・津波により福島第一原発のある地域が壊滅的な被害を受けたと指摘、安全対策の必要性を主張した。

## 経歴
- 1980年 通産省工業技術院 地質調査所 海洋地質部採用
- 1988年 同主任研究官
- 1991年 理学博士（名古屋大学）（学位論文「LARGE-SCALE MELANGE FORMATION DUE TO SEAMOUNT SUBDUCTION: AN EXAMPLE FROM THE MESOZOIC ACCRETIONARY COMPLEX IN CENTRAL JAPAN(海山の沈み込みによる大規模なメランジェの形成: 中部日本の中生代付加体に見られる例)」）
- 1997年 工業技術院地質調査所 海洋地質部 海洋地質研究室長
- 2001年 産業技術総合研究所 海洋資源環境研究部門 海洋地質研究グループ長
- 2004年 産業技術総合研究所 活断層研究センター 海溝型地震履歴研究チーム長
- 2014年　産業技術総合研究所　活断層・火山研究部門　首席研究員

## 研究内容
- 日本周辺海域の海底地質図の作成
- 海域活断層の評価手法の研究
- バランス断面法を用いた地質構造の解明
- 海溝型地震の研究[4]

## 論文・寄稿文・講演要旨
- 博士論文 "LARGE-SCALE MELANGE FORMATION DUE TO SEAMOUNT SUBDUCTION: AN EXAMPLE FROM THE MESOZOIC ACCRETIONARY COMPLEX IN CENTRAL JAPAN." (「海山の沈み込みによる大規模なメランジェの形成: 中部日本の中生代付加体に見られる例」)名古屋大学、乙第4052号、1991年11月5日, NAID 500000090420
- 脇田浩二, 岡村行信「岐阜県群上八幡の北方地域における中古生層 : 中生代」『日本地質学会学術大会講演要旨』第1979巻、日本地質学会、1979年、145頁、doi:10.14863/geosocabst.1979.0_145、ISSN 1348-3935、NAID 110003037220。
- 脇田浩二, 古谷裕, 岡村行信「岐阜県郡上八まん北方より前期石炭紀異形サンゴ化石の発見」『地質学雑誌』第87巻第9号、日本地質学会、1981年、601-604頁、doi:10.5575/geosoc.87.601、ISSN 0016-7630、NAID 110003023106。
- 水谷伸治郎, 小嶋智, 服部勇, 足立守, 脇田浩二, 岡村行信, 脇瀬大爾, 吉村美由紀, 木戸聡, 川口一郎「美濃地域のジュラ系 : 中生代」『日本地質学会学術大会講演要旨』第1981巻、日本地質学会、1981年、152頁、doi:10.14863/geosocabst.1981.0_152、ISSN 1348-3935、NAID 110003037617。
- 岡村行信, 中村光一, 棚橋学, 西村昭, 奥田義久「第1鹿島海山の地質構造 : 海洋地質」『日本地質学会学術大会講演要旨』第1981巻、日本地質学会、1981年、194頁、doi:10.14863/geosocabst.1981.0_194、ISSN 1348-3935、NAID 110003037658。
- 岡村行信「南部三陸海岸沖の大陸棚および大陸斜面上部の地質構造 : 海洋地質」『日本地質学会学術大会講演要旨』第1983巻、日本地質学会、1983年、226頁、doi:10.14863/geosocabst.1983.0_226、ISSN 1348-3935、NAID 110003038147。
- 岡村行信「海底地質構造から見た室戸半島周辺のネオテクトニクス」『日本地質学会学術大会講演要旨』第1984巻、日本地質学会、1984年、249頁、doi:10.14863/geosocabst.1984.0_249、ISSN 1348-3935、NAID 110003038646。
- 岡村行信, 山崎俊嗣「349 海山の沈み込みとメランジの形成」『日本地質学会学術大会講演要旨』第1989巻、日本地質学会、1989年、470頁、doi:10.14863/geosocabst.1989.0_470、ISSN 1348-3935、NAID 110003031964。
- 岡村行信, 山本博文, 佐藤幹夫「186 日本海東縁のインバージョンテクトニクス」『日本地質学会学術大会講演要旨』第1990巻、日本地質学会、1990年、323頁、doi:10.14863/geosocabst.1990.0_323、ISSN 1348-3935、NAID 110003026926。
- 中嶋健, 岡村行信, 片山肇, 池原研, 佐藤幹夫, 吉川清志「276 大規模斜面崩壊に由来するタービダイトシステム : 最上トラフ北部～日本海盆東南縁の例」『日本地質学会学術大会講演要旨』第1992巻、日本地質学会、1992年、387頁、doi:10.14863/geosocabst.1992.0_387、ISSN 1348-3935、NAID 110003027933。
- 岡村行信「293. 日本海南東縁の逆断層の性格と成因」『日本地質学会学術大会講演要旨』第1993巻、日本地質学会、1993年、516頁、doi:10.14863/geosocabst.1993.0_516、ISSN 1348-3935、NAID 110003035250。
- 岡村行信「236. 東北日本沖日本海大陸斜面の新第三紀-第四紀テクトニクス」『日本地質学会学術大会講演要旨』第1995巻、日本地質学会、1995年、204頁、doi:10.14863/geosocabst.1995.0_204_1、ISSN 1348-3935、NAID 110003030345。
- 倉本真一, 上嶋正人, 岡村行信「281 メタンハイドレートと活断層」『日本地質学会学術大会講演要旨』第1997巻、日本地質学会、1997年、242頁、doi:10.14863/geosocabst.1997.0_242_1、ISSN 1348-3935、NAID 110003028500。
- 岡村行信「日本海東縁の活断層とその上盤の変形様式」『日本地質学会学術大会講演要旨』第1998巻、日本地質学会、1998年、226頁、doi:10.14863/geosocabst.1998.0_226、ISSN 1348-3935、NAID 130005430367。
- 荒井晃作, 岡村行信, 倉本真一「東海沖大陸斜面の堆積層序発達史」『日本地質学会学術大会講演要旨』第1998巻、日本地質学会、1998年、199頁、doi:10.14863/geosocabst.1998.0_199、ISSN 1348-3935、NAID 130005430447。
- 岡村行信, 倉本真一, 大竹政和, 平朝彦, 太田陽子, 石川有三, 鷺谷威, 加藤幸弘, 下川浩一, 粟田泰夫「O-211 日本海東縁の地質学的歪み集中帯」『日本地質学会学術大会講演要旨』第1999巻、日本地質学会、1999年、116頁、doi:10.14863/geosocabst.1999.0_116_2、ISSN 1348-3935、NAID 110003029104。
- 倉本真一, 岡村行信「P-181 日本海東縁の地質構造発達史」『日本地質学会学術大会講演要旨』第1999巻、日本地質学会、1999年、267頁、doi:10.14863/geosocabst.1999.0_267_2、ISSN 1348-3935、NAID 110003029404。
- 芦寿一郎, 岡村行信, 倉本真一, 徳山英一「P-184 南海トラフとその陸側斜面の地質構造 : 付加プリズム・前弧海盆の構造発達」『日本地質学会学術大会講演要旨』第1999巻、日本地質学会、1999年、269頁、doi:10.14863/geosocabst.1999.0_269_1、ISSN 1348-3935、NAID 110003029407。
- 岡村行信「日本海東縁のインバージョンテクトニクス」『石油技術協会誌』第65巻第1号、石油技術協会、2000年、40-47頁、doi:10.3720/japt.65.40、ISSN 0370-9868、NAID 130003922335。
- 岡村行信「O-127 富山湾の地質構造とテクトニクス(13. 海洋地質,口頭発表,一般発表)」『日本地質学会学術大会講演要旨』第2001巻、日本地質学会、2001年、64頁、doi:10.14863/geosocabst.2001.0_64_2、ISSN 1348-3935、NAID 110009429983。
- 徳山英一, 本座栄一, 木村政昭, 倉本真一, 芦寿一郎, 岡村行信, 荒戸裕之, 伊藤康人, 除垣, 日野亮太, 野原壮, 阿部寛信, 坂井眞一, 向山建二郎「日本周辺海域中新世最末期以降の構造発達史」『海洋調査技術』第13巻第1号、海洋調査技術学会、2001年3月、27-53頁、doi:10.11306/jsmst.13.1_27、ISSN 09152997、NAID 10009423081。
- 岡村行信「O-19 北部フォッサマグナ北西縁-西頸城山地から直江津沖海域-の断層関連褶曲とスラストテクトニクス(3. 堆積盆テクトニクス(液晶有),口頭発表,一般講演)」『日本地質学会学術大会講演要旨』第2002巻、日本地質学会、2002年、11頁、doi:10.14863/geosocabst.2002.0_11_1、ISSN 1348-3935、NAID 110009430499。
- 廣田明成, 蒲生俊敬, 角皆潤, 竹内章, 張勁, 山越祐子, 岡村行信「日本海東縁域にて発見された海底冷湧水系に関する地球化学的研究」『日本地球化学会年会要旨集』第49巻、日本地球化学会、2002年、35-35頁、doi:10.14862/geochemproc.49.0.35.0、NAID 130007039705。
- 岡村行信「O-179 奥尻海嶺北部の逆断層システム」『日本地質学会学術大会講演要旨』第2003巻、日本地質学会、2003年、90頁、doi:10.14863/geosocabst.2003.0_90_2、ISSN 1348-3935、NAID 110003040529。
- 荒井晃作, 岡村行信, 池原研, 倉本真一「O-181 音波探査および潜航調査にもとづく浜松沖陸棚斜面の地質構造」『日本地質学会学術大会講演要旨』第2003巻、日本地質学会、2003年、91頁、doi:10.14863/geosocabst.2003.0_91_2、ISSN 1348-3935、NAID 110003040531。
- 野田篤, 片山肇, 嵯峨山積, 菅和哉, 内田康人, 佐竹健治, 阿部恒平, 岡村行信「O-90 津波による海底表層堆積物への影響 : 2003年十勝沖地震津波の例(11. 海洋地質)」『日本地質学会学術大会講演要旨』第2004巻、日本地質学会、2004年、70頁、doi:10.14863/geosocabst.2004.abst.0_70_2、ISSN 1348-3935、NAID 110003039879。
- 佐藤瑠美, 張勁, 山腰裕子, 佐竹洋, 竹内章, 岡村行信「深海冷湧水の地球化学と茂津多岬沖巨大バクテリアマットの生成メカニズム」『日本地球化学会年会要旨集』第51巻、日本地球化学会、2004年、182-182頁、doi:10.14862/geochemproc.51.0.182.0、NAID 130004592213。
- 岡村行信, 柳沢幸夫「新潟県中越地震と地質構造との関係 (特集:新潟県中越地震)」『地質ニュース』第607号、実業公報社、2005年3月、13-17頁、ISSN 00094854、NAID 40006715744。
- 井上卓彦, 村上文敏, 岡村行信, 池原研「2007年能登半島地震震源域の海底活断層 (特集 2007年能登半島地震)」『東京大学地震研究所彙報』第82巻第4号、地震研究所、2007年、301-312頁、ISSN 00408972、NAID 110007000571。
- 小松原純子, 宍倉正展, 岡村行信「浮島が原低地の沈水履歴と富士川河口断層帯の活動」『日本地質学会学術大会講演要旨』第2007巻、日本地質学会、2007年、367-367頁、doi:10.14863/geosocabst.2007.0.367.0、ISSN 1348-3935、NAID 130004594428。
- 宍倉正展, 澤井祐紀, 岡村行信「石巻平野における津波堆積物の分布と年代」『活断層・古地震研究報告』第7号、産業技術総合研究所地質調査総合センター、2007年、31-46頁、NAID 40016209034。
- 岡村行信「海域における活断層調査-現状と課題-」『活断層研究』第2008巻第28号、Japanese Society for Active Fault Studies、2008年、31-39頁、doi:10.11462/afr1985.2008.28_31、ISSN 0918-1024、NAID 130003355698。
- 佐々木智之, 辻野匠, 川村喜一郎, 荒井晃作, 佐竹健治, 岡村行信, 三輪哲也, 玉木賢策「YK07-14KR05-04 航海で得られた反射法探査記録と精密海底地形に基づく千島海溝陸側斜面域のプレート沈み込みテクトニクスの検討」『日本地質学会学術大会講演要旨』第2008巻、日本地質学会、2008年、388-388頁、doi:10.14863/geosocabst.2008.0.388.0、ISSN 1348-3935、NAID 130005007854。
- 木村治夫, 岡村行信「反射法地震探査からみた粟島周辺地域の断層褶曲帯の活動性について」『日本地質学会学術大会講演要旨』第2009巻、日本地質学会、2009年、217-217頁、doi:10.14863/geosocabst.2009.0.217.0、ISSN 1348-3935、NAID 130004594918。
- 岡村行信「日本海東縁の地質構造と震源断層との関係」『地質学雑誌』第116巻第11号、日本地質学会、2010年、582-591頁、doi:10.5575/geosoc.116.582、ISSN 0016-7630、NAID 130000655138。
- 岡村行信「2007年中越沖地震震源域及び佐渡海盆の活構造」『活断層研究』第2010巻第33号、日本活断層学会、2010年、15-25頁、doi:10.11462/afr.2010.33_15、ISSN 0918-1024、NAID 130005094531。
- 荒井晃作, 岡村行信, 井上卓彦, 池原研, 佐々木智之「2011年東北地方太平洋沖地震の震源域付近の反射法音波探査」『日本地質学会学術大会講演要旨』第2011巻、日本地質学会、2011年、222-222頁、doi:10.14863/geosocabst.2011.0.222.0、ISSN 1348-3935、NAID 130004596047。
- 岡村行信, 行谷佑一「17世紀に発生した千島海溝の連動型地震の再検討」『活断層・古地震研究報告』第11号、産業技術総合研究所地質調査総合センター、2011年、15-20頁、ISSN 1883-9681、NAID 40019513898。
- 堀川晴夫, 岡村行信, 村上文敏「酒田沖隆起帯における浅層音波探査」『活断層・古地震研究報告』第11号、産業技術総合研究所地質調査総合センター、2011年、83-96頁、ISSN 1883-9681、NAID 40019513940。
- 岡村行信「西暦869年貞観津波の復元と東北地方太平洋沖地震の教訓:－ 古地震研究の重要性と研究成果の社会への周知の課題 －」『Synthesiology』第5巻第4号、国立研究開発法人 産業技術総合研究所、2012年、234-242頁、doi:10.5571/synth.5.234、ISSN 1882-6229、NAID 130004541155。
- 岡村行信, 坂本泉, 滝野義幸「伊勢湾に分布する布引山地東縁断層帯東部海域部の位置・形状と過去の活動」『活断層・古地震研究報告』第13号、産業技術総合研究所地質調査総合センター、2013年、187-232頁、ISSN 1883-9681、NAID 40019991982。
- 岡村行信, 井上卓彦, 阿部信太郎「山陰から九州北方沖日本海の第四紀断層とネオテクトニクス」『日本地質学会学術大会講演要旨』第2014巻、日本地質学会、2014年、176頁、doi:10.14863/geosocabst.2014.0_176、ISSN 1348-3935、NAID 130005476562。
- 伊藤弘志, 植木俊明, 岡村行信「地形から判読した1964年新潟地震発生域における断層分布」『海洋調査技術』第28巻第1号、海洋調査技術学会、2016年、p1-1-P1-6、doi:10.11306/jsmst.28.1_p1-1、ISSN 0915-2997、NAID 130005150967。
- 佐藤善輝, 小野映介「伊勢平野中部における2～4 千年前頃の相対的海水準変動」『日本地理学会発表要旨集』第2016巻、日本地理学会、2016年、100308頁、doi:10.14866/ajg.2016s.0_100308、NAID 130007017718。
- 桑原保人, 岡村行信, 中澤努, 川邉禎久, 石塚吉浩「平成30年北海道胆振東部地震の関連情報」『GSJ地質ニュース』第7巻第11号、産業技術総合研究所地質調査総合センター、2018年11月、279-286頁、ISSN 2186-6287、NAID 40021773164。
- 岡村行信「日本海における活断層の分布と今後の課題」『地震 第2輯』第71巻、日本地震学会、2019年、185-199頁、doi:10.4294/zisin.2017-21、ISSN 0037-1114、NAID 130007625205。
- 岡村行信, 宮下由香里, 内出崇彦「令和元年(2019年)6月18日山形県沖の地震と日本海東縁ひずみ集中帯」『GSJ地質ニュース』第8巻第8号、産業技術総合研究所地質調査総合センター、2019年8月、199-203頁、ISSN 2186-6287、NAID 40022029932。